# Leucochlaena blanca
Leucochlaena blanca är en fjärilsart som beskrevs av Ribble 1912. Leucochlaena blanca ingår i släktet Leucochlaena och familjen nattflyn. Inga underarter finns listade i Catalogue of Life.